# Fjällticka
Fjällticka (Polyporus squamosus) är en svampart som först beskrevs av William Hudson, och fick sitt nu gällande namn av Elias Fries 1821. Fjällticka ingår i släktet Polyporus och familjen Polyporaceae.  Arten är reproducerande i Sverige. Inga underarter finns listade i Catalogue of Life.

## Källor

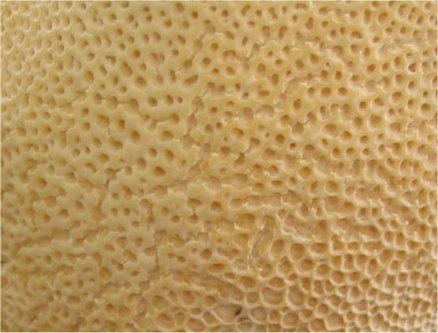
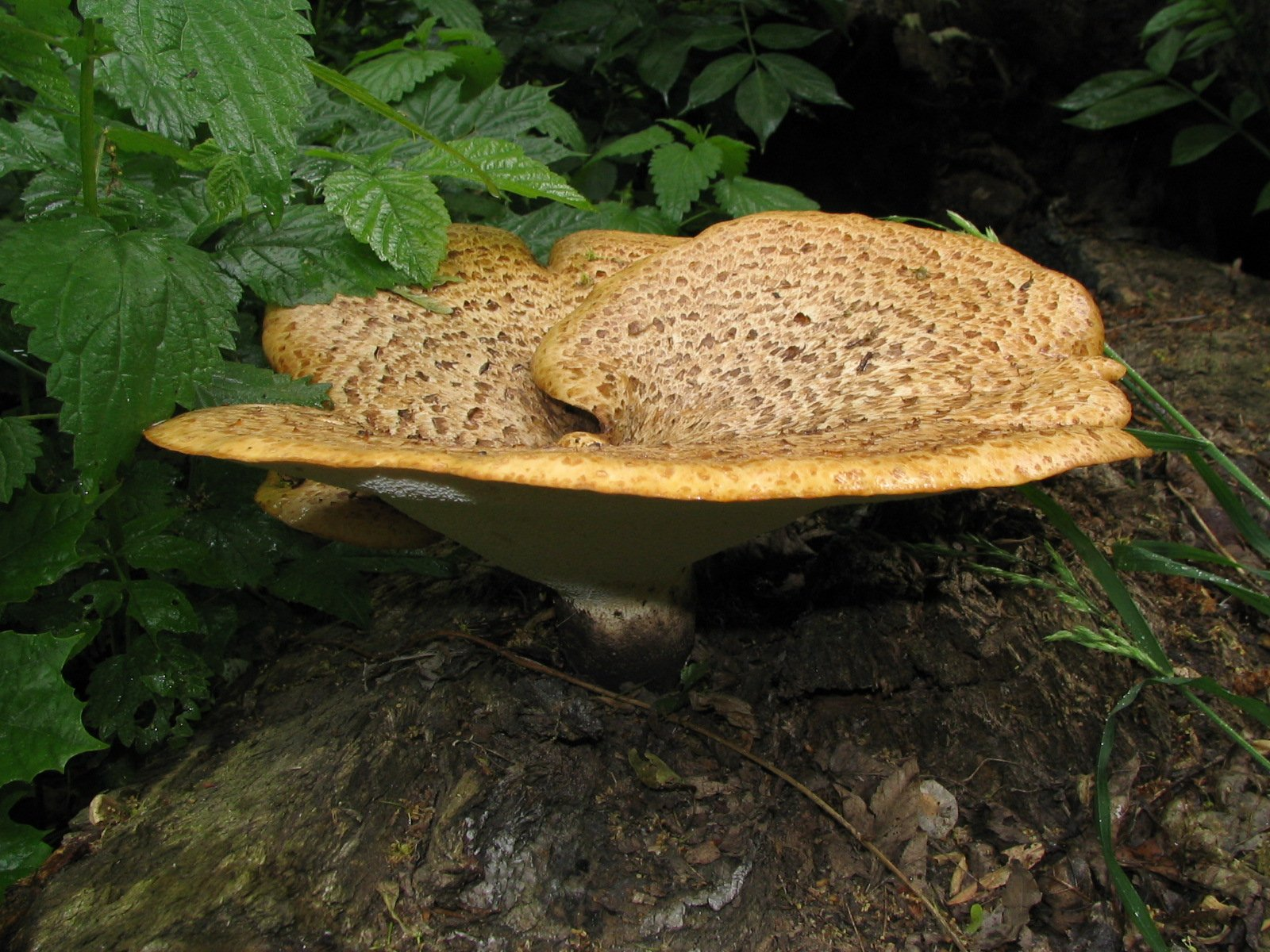
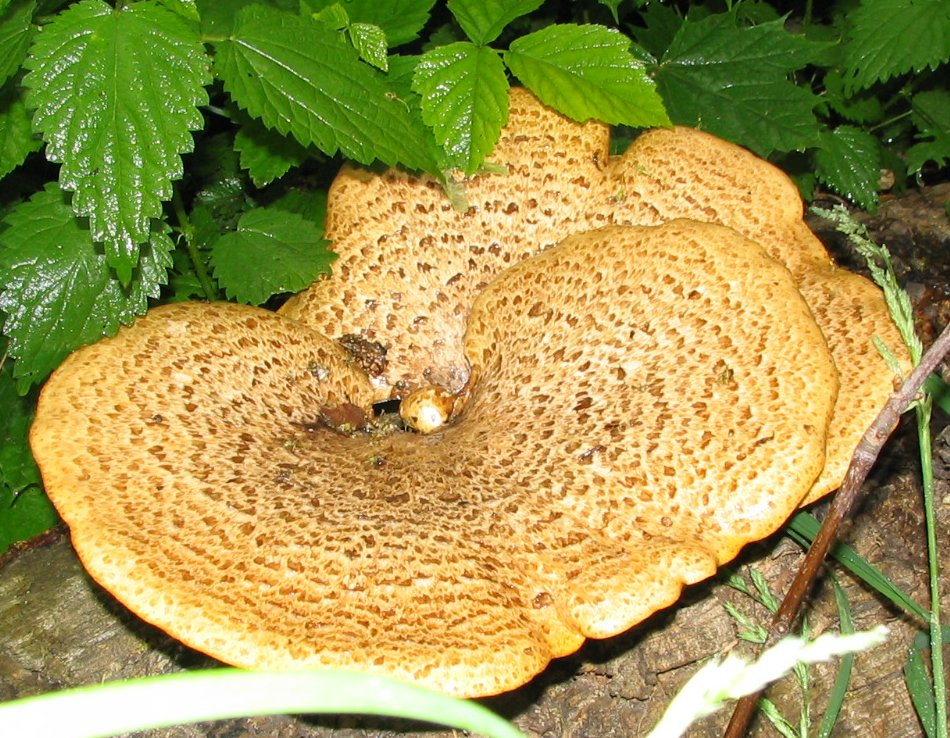
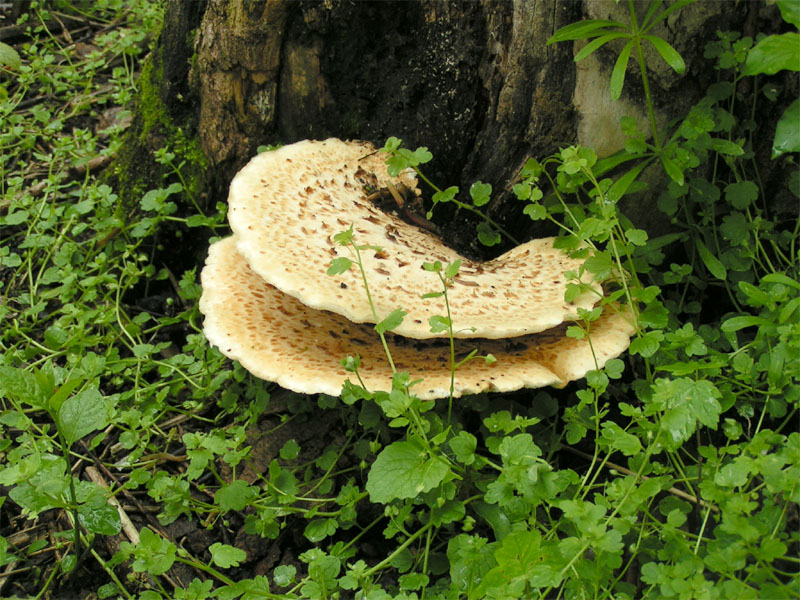
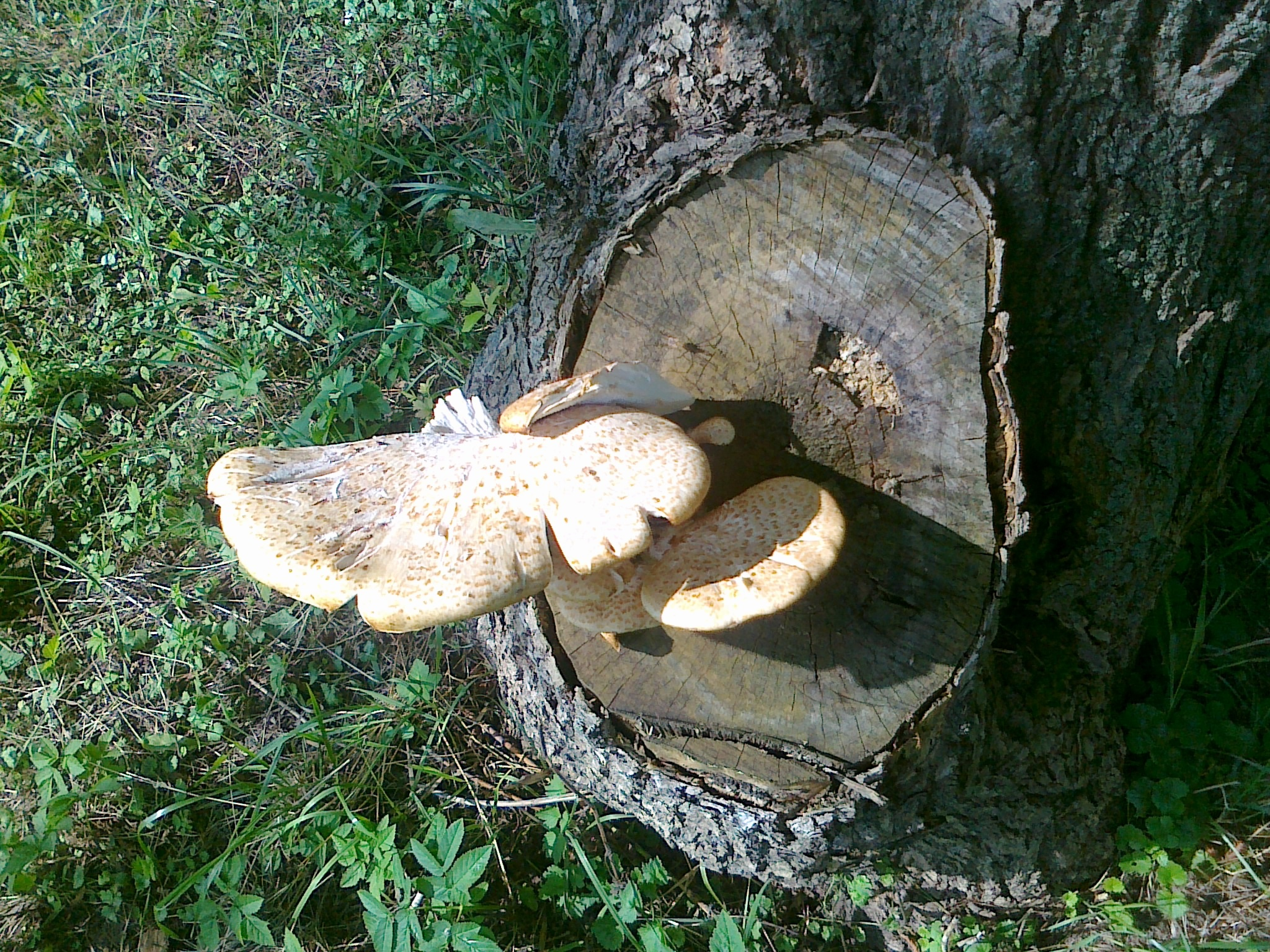
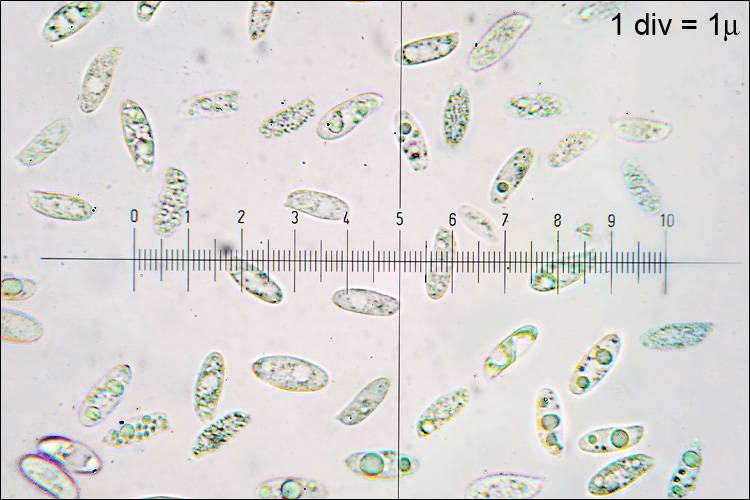
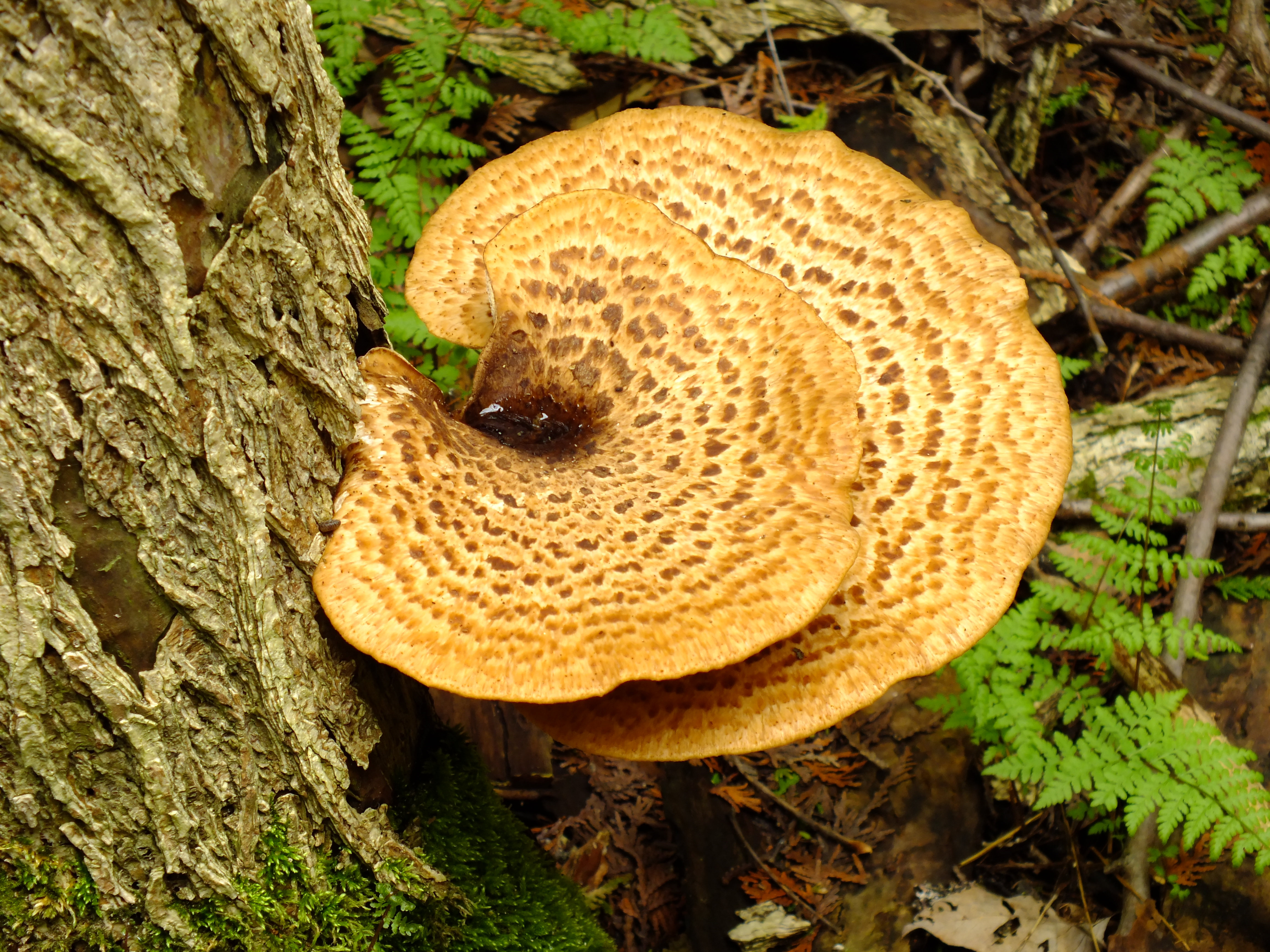
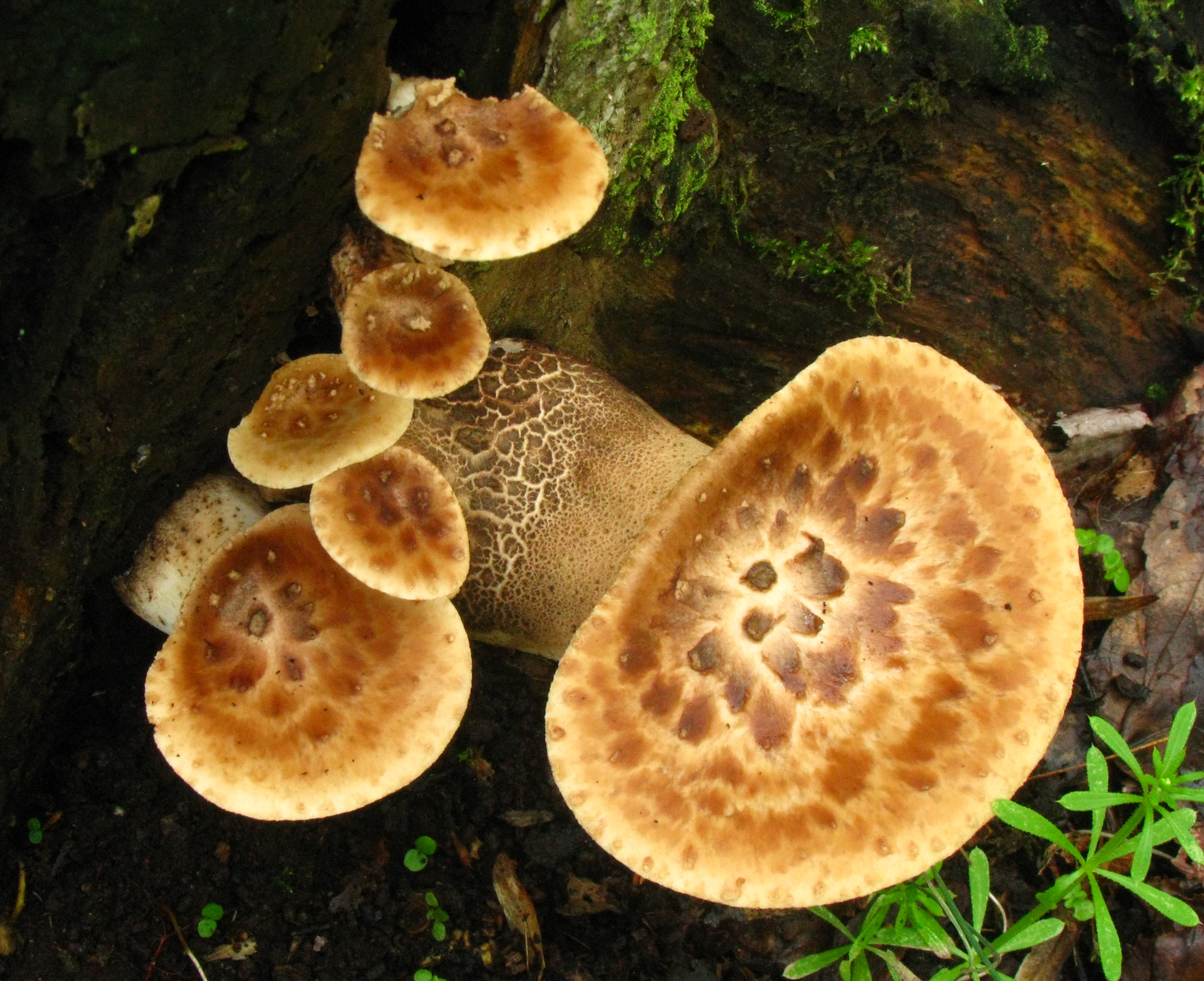
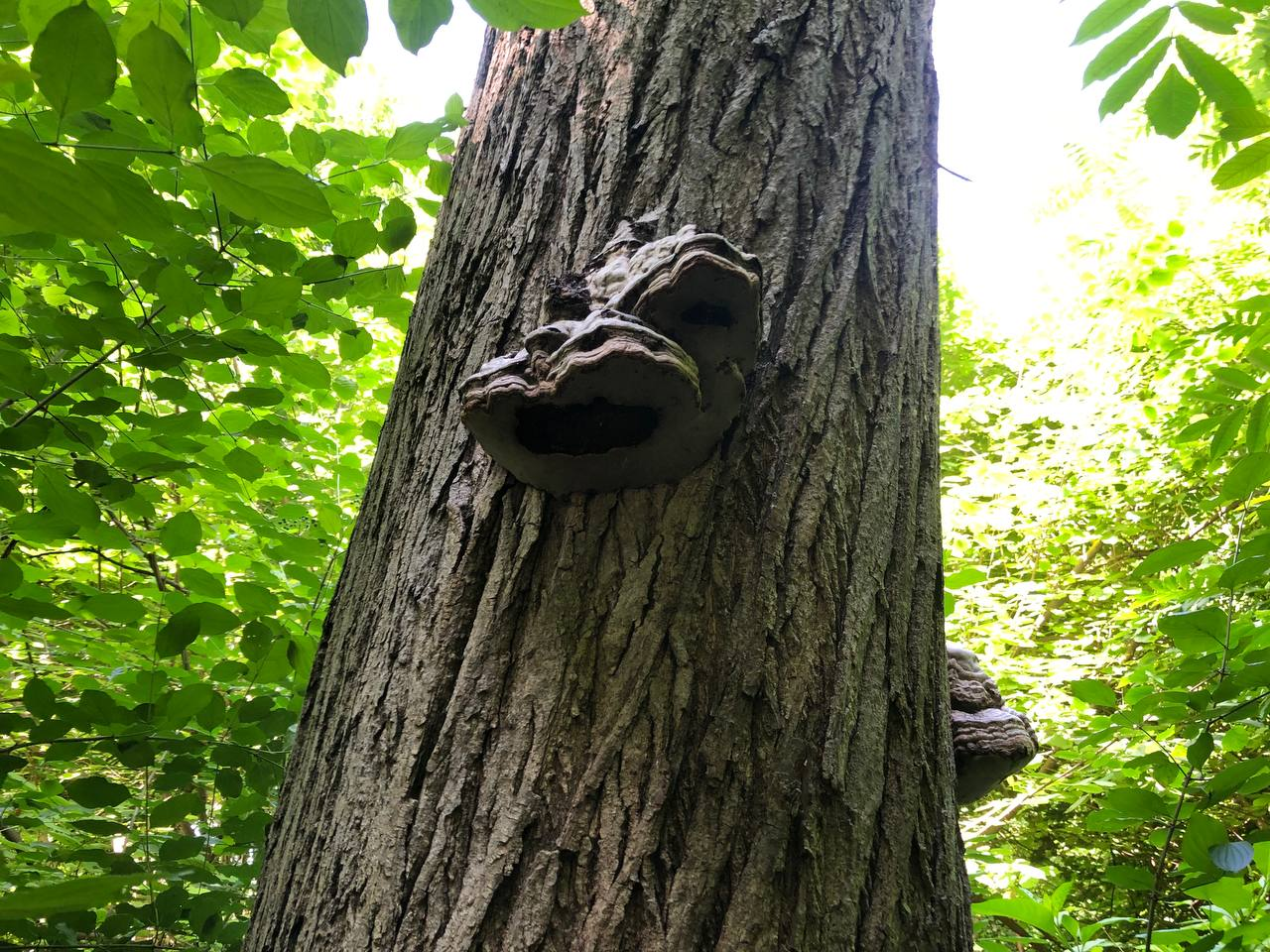